# Eberhard Linke

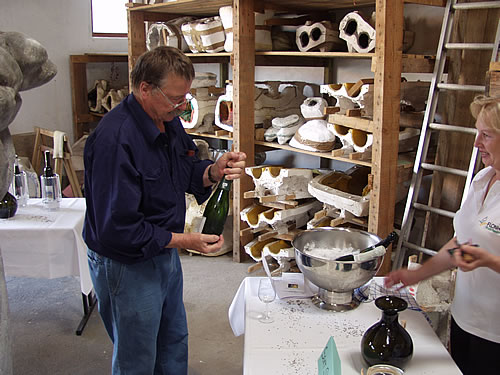
Eberhard Linke in seinem Atelier (2006)

Eberhard Linke (* 13. Februar 1937 in Lauban, Kreis Lauban, Provinz Niederschlesien; † 15. April 2025) war ein deutscher Bildhauer und Medailleur.

## Leben
Eberhard Linke machte 1958 Abitur in Salzgitter und studierte ein Semester Philologie an der Georg-August-Universität Göttingen. Anschließend wechselte er an die Freie Kunstschule in Stuttgart. Seinen Lebensunterhalt verdiente er als Autowäscher und als Garten- und Landschaftsgestalter. Ab dem Wintersemester 1959/60 studierte er an der Staatlichen Akademie der Bildenden Künste Stuttgart. Seine Lehrer waren Gerhard Gollwitzer und Otto Baum. 1963 machte er das Erste Staatsexamen für Kunsterziehung.
1963/64 arbeitete er als freier Bildhauer weiterhin in der Klasse von Otto Baum.
Von 1965 bis 1972 war er Wissenschaftlicher Angestellter in der Fakultät Architektur der TU Braunschweig bei Jürgen Weber. 1972 ging er an die Fachhochschule Rheinland-Pfalz, Abt. I Mainz (später: Fachhochschule Mainz). Dort lehrte Linke, der 1974 zum Professor berufen wurde, bis zu seiner Pensionierung im Jahre 2002.
1972–1974 baute er ein Gehöft in Saulheim zu seinem Atelier um. 1982 kam ein größeres Atelier in Flonheim hinzu.
Eberhard Linke war Mitglied in der Darmstädter Sezession, der Pfälzischen Sezession und im Künstlersonderbund in Deutschland. Er lebte und arbeitete in Saulheim und Flonheim.
Ab 1964 war Eberhard Linke mit der Keramikerin Barbara Hesselbach verheiratet. Aus der Ehe ging ein Sohn hervor. Wegen eines Sturzes von der Leiter beim Kirschenpflücken im Jahr 2013 war Linke durch eine Querschnittlähmung fortan auf einen Rollstuhl angewiesen.

## Ehrungen
- 1978: Kunstpreis für Plastik der Südlichen Weinstraße
- 1979: Westerwaldpreis
- 1979: Villa-Massimo-Preis
- 1983: Sickingen-Preis für Plastik des Kreises Kaiserslautern
- 1988: Hakone Award der 2. Internationalen „Rodin Grand Prize Exhibition 1988“
- 1989: Staatspreis Rheinland-Pfalz für Kunst und Architektur
- 1996: Kunstpreis Rheinland
- 2015: Hilde-Broër-Preis für Medaillenkunst[5]
- 2017: Max-Slevogt-Medaille des Landes Rheinland-Pfalz[6][7]

## Einzelausstellungen
- 1980: Villa Massimo, Rom
- 1988: Städtische Museen Heilbronn

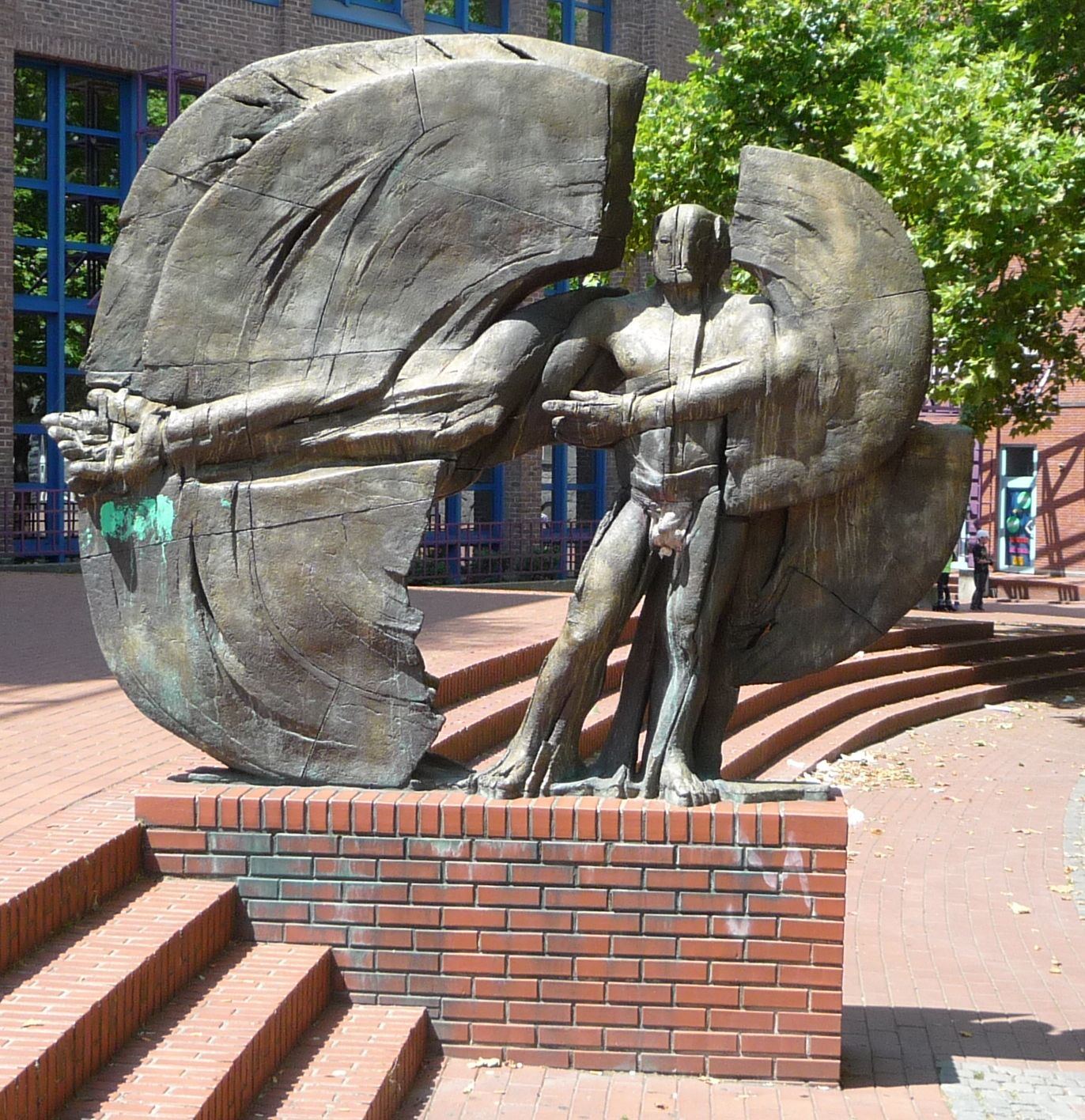
Mensch im Kreis vor dem Landratsamt Ludwigshafen am Rhein

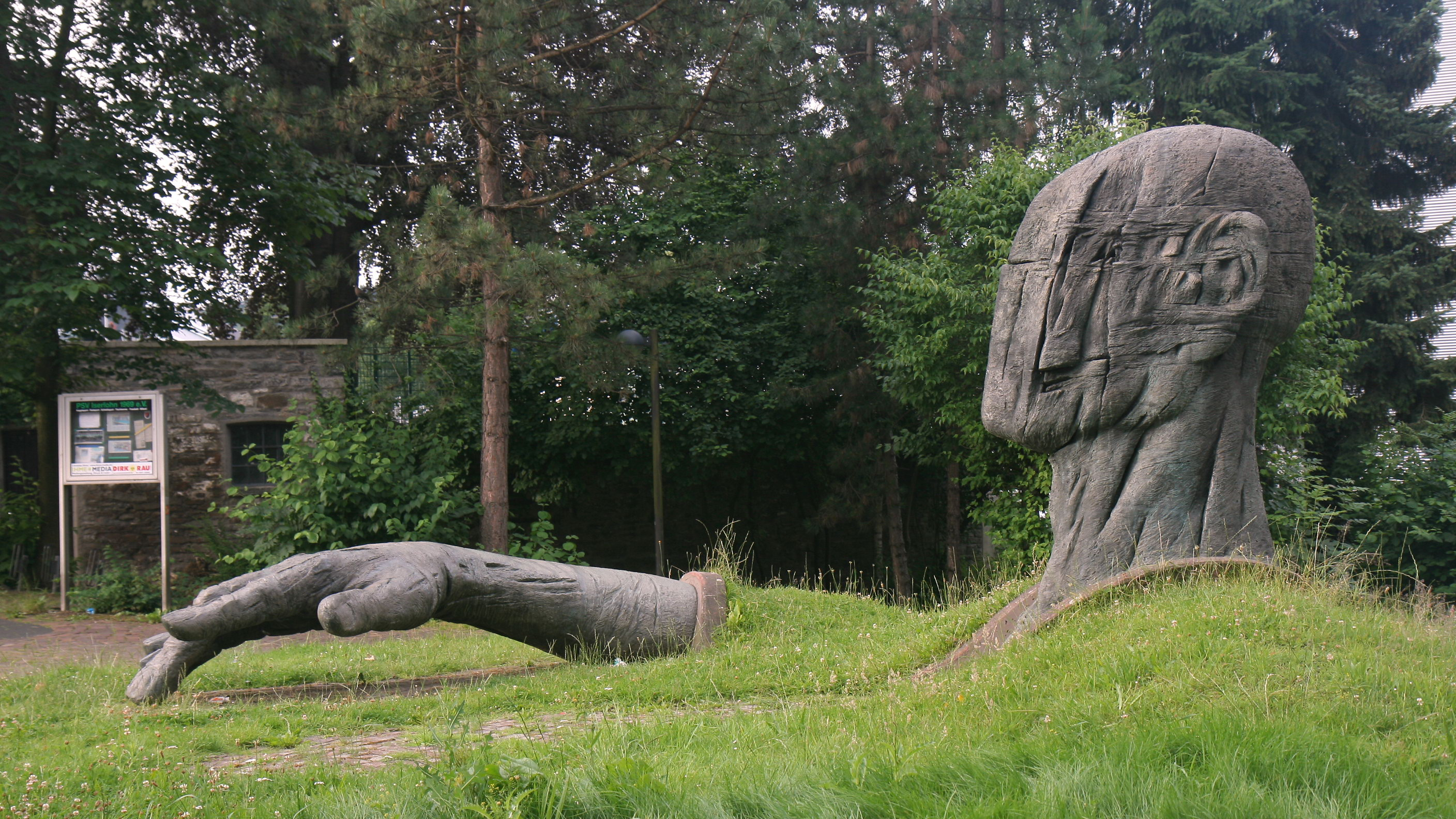
Kopf und Hand. Iserlohn

- 1989: Nassauischer Kunstverein, Wiesbaden
- 1991: Museo Castel Vecchio, Verona
- 1993: Reuchlinhaus, Pforzheim
- 1994/1996: Galerie Gaasch, Dudelange/Lux.
- 1994: Neuffer am Park, Pirmasens
- 1995: Villa Böhm, Neustadt/W.
- 1998: Herrenhof, Neustadt-Mußbach
- 1998: Kunstverein Eisenturm Mainz, MVB-Galerie, Mainz
- 2001: Sparkassenstiftung, Hemer
- 2002: Orangerie Schwetzingen
- 2003: Kunstverein und Skulpturenallee, Zweibrücken
- 2003: Palatin, Wiesloch
- 2004: Burggrafiat Alzey
- 2005: Galerie Muelder-Bruns, Heidelberg
- 2007: Schloss Waldthausen, Mainz
- 2007: Galerie Sculptur, Bamberg

## „Rheinhessen ein Gesicht geben“
„Rheinhessen ein Gesicht geben“ ist das Motto der „Eberhard und Barbara Linke Stiftung“ zum Rheinhessen-Jubiläumsjahr 2016. Dazu gestaltet Eberhard Linke lebensgroße Porträtbüsten von historischen Persönlichkeiten aus Rheinhessen der Zeit von 1790 bis 1848, die denen von Hanns Dieter Hüsch und Dieter Hildebrandt im Mainzer Kabarett-Archiv entsprechen.